# Église Saint-Pierre-et-Saint-Paul d'Allineuc
Pour les articles homonymes, voir Église Saint-Pierre-et-Saint-Paul.
L'église Saint-Pierre-et-Saint-Paul est une église catholique située à Allineuc, dans le département français des Côtes-d'Armor.

## Localisation
L'église est située dans le bourg d'Allineuc, au croisement des routes départementales 41 et 41A.

## Histoire
Sa construction date du XVe siècle.
En 2021, une collecte de dons est lancée afin de remédier à d'importantes détériorations de l'édifice. L'aide de la Fondation du Patrimoine de Bretagne est sollicitée.